# سعيد الشوا
سعيد الشوا هو زعيم سياسي عربي فلسطيني من غزة وكان أول رئيس بلدية لمدينة غزة من سنة 1906 إلى سنة 1917. كما كان أحد أكثر الأعضاء نفوذاً في المجلس الإسلامي الأعلى في غزة. كان معارضّا للانتداب البريطاني على فلسطين، وكما كان من مؤيدي الامبراطورية العثمانية خلال الحرب العالمية الأولى ومن مؤيدي أمين الحسيني مفتي القدس.